# 톨로
톨로(이탈리아어: Tollo)는 이탈리아 아브루초주 키에티도에 있는 코무네이다.